# Parapodia sinaica
Parapodia sinaica är en fjärilsart som beskrevs av Georg von Frauenfeld 1859. Parapodia sinaica ingår i släktet Parapodia och familjen stävmalar. Inga underarter finns listade i Catalogue of Life.